# المشراق (أسلم)

تعديل مصدري - تعديل

المشراق هي إحدى قرى عزلة أسلم الوسط بمديرية أسلم التابعة لمحافظة حجة، بلغ تعداد سكانها 234 نسمة حسب تعداد اليمن لعام 2004.